# Blade Eagle 3-D
Blade Eagle 3-D (ブレードイーグル?, Blade Eagle) è un videogioco sviluppato e pubblicato da SEGA nel 1988 per Sega Master System.

## Modalità di gioco

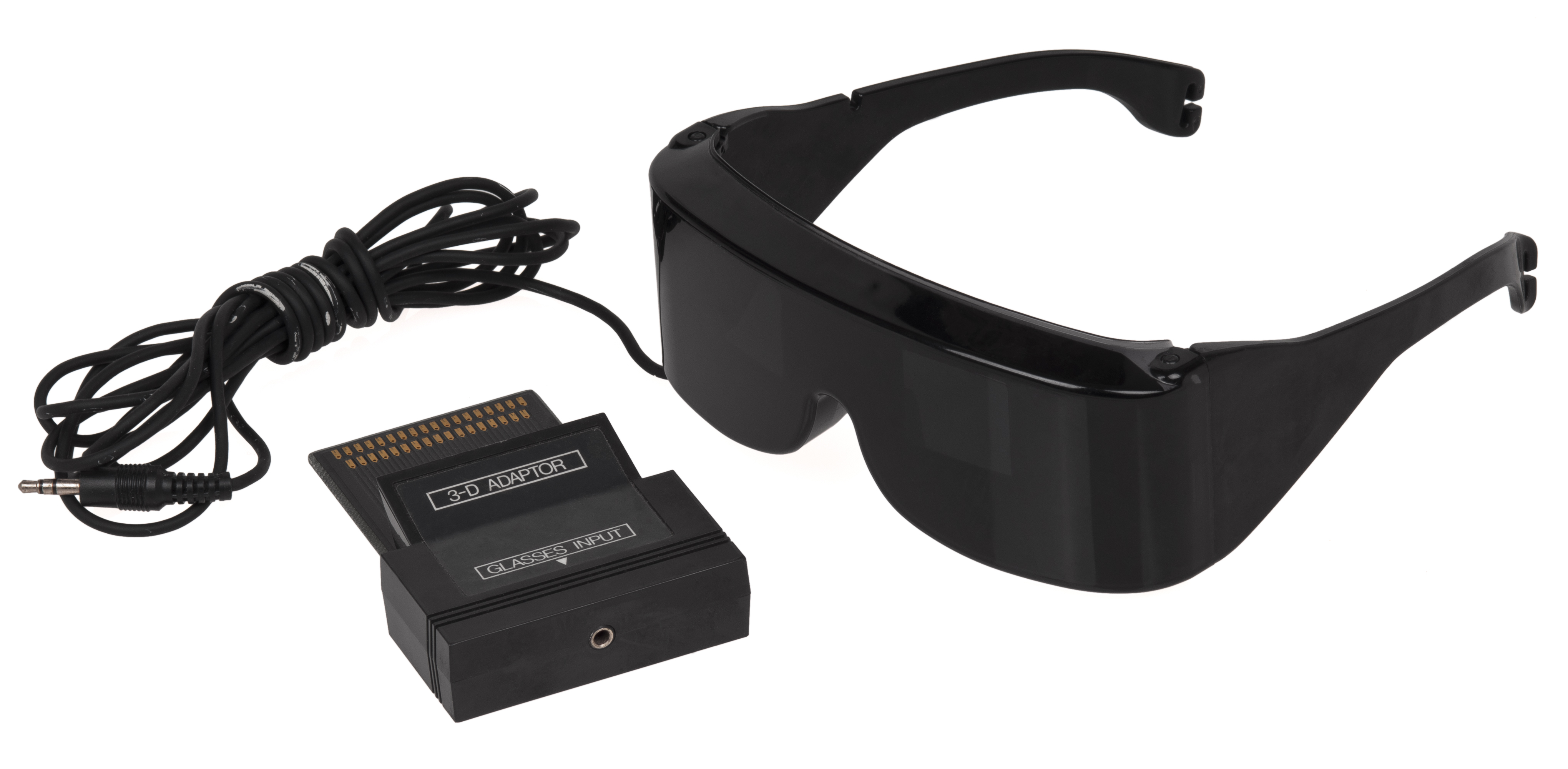
3-D Glasses

Sparatutto a scorrimento tridimensionale simile a Vertical Force, il gioco richiedeva l'uso della periferica SegaScope 3-D Glasses.